# Pianoconcert nr. 26 (Mozart)
Pianoconcert nr. 26, ook bekend als het Kroningsconcert, in D majeur, KV 537, is een pianoconcert van Wolfgang Amadeus Mozart. De tempi van het tweede en derde deel staan tussen haakjes, aangezien deze tempi in de autograaf niet door Mozart zelf geschreven waren. Hij voltooide het stuk op 24 februari 1788.

## Orkestratie
Het pianoconcert is geschreven voor:
- Fluit
- Twee hobo's
- Twee fagotten
- Twee hoorns
- Twee trompetten
- Pauken
- Pianoforte
- Strijkers

## Onderdelen
Het pianoconcert bestaat uit drie delen:
1. Allegro
2. Larghetto
3. Allegretto